# Rocky V.
A Rocky V. 1990-ben bemutatott amerikai sportdráma, a hat filmből álló Rocky-sorozat ötödik része. A filmet az első részhez hasonlóan John G. Avildsen rendezte, a főszereplőt ismét Sylvester Stallone alakítja. A korábbi részekből szerepet kapott még Talia Shire, Burt Young és Tony Burton, illetve új szereplőként feltűnik Tommy Morrison és Sylvester Stallone fia, Sage Stallone.
A cselekmény szerint a bokszoló Rocky végleg visszavonul a versenyektől, de aztán találkozik egy ígéretes boksztehetséggel, Tommy Gunnal, akit a szárnyai alá vesz. Ám eközben kapcsolata egyre inkább megromlik fiával és Tommyval való közös munkája sem problémáktól mentes.
A Rocky V. jegyeladási szempontból megbukott és a kritikusok sem fogadták lelkesen. Maga Stallone is elégedetlen volt az elkészült filmmel és a Rocky-filmek ilyen módon történő lezárásával. Tizenhat évvel később, 2006-ban megrendezte a Rocky Balboa című folytatást, melynek kritikai fogadtatása jóval kedvezőbb volt. Ezt követően Stallone a Creed: Apollo fia (2015) és a Creed II. (2018) című spin-off filmekben keltette újra életre az általa megalkotott szereplőt.

## Cselekmény
A film elején felidézik az előző rész végén lezajló mérkőzést, mely során az Olasz Csődör kiütötte a szovjetek bajnokát, Ivan Dragót. Ezután Rocky az öltözőben látható, aki a zuhanyzóban furcsa tüneteket (főleg erős kézreszketést) tapasztal, melyet képtelen kontrollálni. A Szovjetunióból hazatérve Balboa egy sajtótájékoztatón vesz részt, ahol egy gátlástalan bokszpromóter, George Washington Duke (Richard Gant) máris új ellenfelet ajánl fel a számára: ezek szerint Rocky az elsőszámú nehézsúlyú trónkövetelővel, Union Cane-nel (Michael Williams) mérkőzne meg Tokióban. Miután a felesége, Adrian (Talia Shire) a visszavonulásra biztatja, Balboa úgy dönt, hogy ezúttal nem fogadja el a kihívást.
Philadelphiai otthonukba érve kiderül, hogy szinte minden vagyonukat elvesztettek, ugyanis korábban Rocky sógora, Paulie (Burt Young) teljes körű felhatalmazást adott a család könyvelőjének, aki kétes ingatlanügyletekben elúsztatta az összes pénzüket. A csődről értesülve Balboa azonnal ki akar állni Cane ellen, de az orvosok aggasztó hírekkel várják: a boksz és a gyakori, fejére mért, erős ütések hatására súlyos és visszafordíthatatlan agykárosodást szenvedett, így engedélyt sem kaphat újabb meccsekre. Rocky tehát kénytelen visszavonulni és családjával együtt visszaköltözni arra a lepusztult környékre, ahonnan annak idején elindult.
Egy nap meglátogatja a halott mentora, Mickey edzőtermét, ahol is visszaemlékezik az elmúlt időkre és az Apollo elleni felkészülésre – ekkor ajándékozta neki Mickey a Rocky Marcianotól kapott nyakláncát. Nemsokára ismét nagy lehetőség nyílik előtte: megismeri a fiatal és tehetséges bokszolót, Tommy Gunnt (Tommy Morrison), aki a segítségét kéri. Balboa a szárnyai alá veszi a Tommyt és sikerül őt a nehézsúlyú cím elérésének küszöbére emelnie. A bunyóssal való felkészülések miatt azonban elhanyagolja fiát, Robertet (Sage Stallone), akit természetesen frusztrál az apja figyelmének hiánya, így idővel rossz társaságba keveredik.
Tommy sikerei George Washington Duke figyelmét is felkeltik, aki címmérkőzést ajánl neki és ráveszi, hogy hagyja ott Rockyt. Duke-nak sikerül elhitetnie vele, hogy Balboa nem képes őt rendesen felkészíteni a komoly meccsekre, melyeken sok pénzt kereshetne, ezért Gunn úgy dönt, hogy faképnél hagyja korábbi mesterét. Rocky bevallja Adriannek, hogy az élete ismét értelmet nyert, mivel amikor Tommy-val edzhetett rajta keresztül újra sikereket érhetett el a ringben. Felesége azonban figyelmezteti őt, hogy Gunn miatt elveszítheti a fiát, ezért megkéri arra, hogy rendezze kapcsolatát azzal. Azon az estén – miután Tommy közli vele, hogy ezentúl Duke egyengeti majd a további pályafutását – apa és fia újra egymásra talál.
A címmérkőzésen Tommy az első menetben kiüti Cane-t, de a tömeg Rocky nevét skandálja, majd a meccs utáni sajtótájékoztatón az újságírók is sértegetik az újdonsült világbajnokot. Állításuk szerint Gunn riválisa könnyű ellenfél volt és jelenlegi hozzáállásával soha nem fog Balboa nyomdokaiba lépni. Még Duke szerint is Tommy addig nem lesz igazi bajnok, amíg le nem győzi Rockyt. A felbőszült Tommy ezután megkeresi a volt mesterét, aki épp Paulie-val és barátaival tölti az időt egy kocsmában. Ekkor Gunn kihívja Rockyt egy mérkőzésre, de az nyíltan elutasítja azt. Amikor azonban Paulie kritizálni és lökdösni kezdi az áruló Tommyt és az dühében leüti őt, Balboa elveszti a hidegvérét és utcai verekedésre hívja volt tanítványát. Rocky pár ütéssel a földre küldi Gunnt, de az egy óvatlan pillanatban hátba támadja és jó néhány kemény ütést mér a volt mesterére. Már-már úgy tűnik, Balboa húzza a rövidebbet, de ekkor rémálomszerű látomások jelennek meg előtte, sőt még a halott mesterét is látja maga előtt, aki a harc folytatására buzdítja. Rocky végül néhány utcán tanult piszkos fogással legyőzi Tommyt, majd ezt követően egy jól irányzott ütéssel még Duke-ot is ártalmatlanná teszi – a promóter ugyanis gúnyos megjegyzést tett Gunnra.
Másnap Balboa a fiával együtt meglátogatja a Philadelphiai Művészeti Múzeum lépcsőit, ahol egykori futóedzéseit végezte, s ekkor neki ajándékozza azt a nyakláncot, melyet annak idején Mickeytől kapott.

## Szereplők
| Színész            | Szerep                    | Magyar hang             | Magyar hang        |
| Színész            | Szerep                    | 1. változat (1991–1992) | 2. változat (2001) |
| ------------------ | ------------------------- | ----------------------- | ------------------ |
| Sylvester Stallone | Robert "Rocky" Balboa Sr. | Gáti Oszkár             | Kálid Artúr        |
| Talia Shire        | Adrian Balboa             | Andresz Kati            | Kocsis Judit       |
| Burt Young         | Paulie Pennino            | Gruber Hugó             | Kerekes József     |
| Sage Stallone      | Robert "Rocky" Balboa Jr. | Simonyi Balázs          | Kékesi Gábor       |
| Richard Gant       | George Washington Duke    | Szersén Gyula           | Barbinek Péter     |
| Tommy Morrison     | Tommy „Géppuska” Gunn     | Rékasi Károly           | Oberfrank Pál      |
| Burgess Meredith   | Mickey Goldmill           | Elekes Pál              | Makay Sándor       |
| Tony Burton        | Tony „Duke” Evers         | Varga Tamás             |                    |
| Michael Williams   | Union Cane                |                         |                    |

George Washington Duke és Tommy Gunn

A Tommy Gunnt alakító Tommy Morrison és Michael Williams (azaz Union Cane) a valóságban is bokszoló. George Washington Duke a legendás bokszpromótert, Don Kinget parodizálja ki. A sportriporter Stu Nahan ötödik alkalommal szerepel a sorozatban, ezúttal mint sportújságíró.
Rocky halott edzője, Mickey (Burgess Meredith) ismét feltűnik a vásznon, Rocky visszaemlékezésében illetve a Tommy elleni küzdelem során, látomásként.
Jodi Letizia, aki az első részben az utcakölyök Marie-t alakította, eredetileg visszatért volna egy jelenet erejéig a filmbe, mint prostituált, de végül elvetették ezt az ötletet. Marie a Rocky Balboa című filmben kapott jelentős szerepet, Geraldine Hughes alakításában.

## Fogadtatás
A Rocky V. kritikai és pénzügyi értelemben is bukás volt. Összesen 119 946 358 dollár bevételt ért el, ezáltal a Rocky-filmek sorában az utolsó helyen áll. A kiábrándító bevételen kívül a filmet a kritikusok és ezúttal a közönség is fanyalogva fogadta, az Internet Movie Database olvasói a tízből 4.3 pontot adtak rá, a Rotten Tomatoes weboldalon pedig 21%-ot kapott (10-ből átlagosan 3.9 pontot).
„A forgatókönyv szerzői ismét csak a legnagyobb erőfeszítéssel tudják kitölteni a kötelező filmvégi ökölpárbajig vezető másfél órát. Bevágnak egy kicsit – álomképek gyanánt – a régebbi Rockykból, kisebb családi konfliktusokat produkálnak apa, feleség és gyerek között, oly erőltetetten, hogy ehhez képest a Dallas Strindberg-dráma, és ismét találnak egy igazi nagy ellenfelet, aki nemcsak jó bokszoló, hanem hűtlen és gonosz is, hogy kettejük ökölpárbajában ne csak a nyers erő, hanem maga az igazság győzedelmeskedjen, s Sly Stallone kellő erkölcsi fölénnyel verhesse laposra ellenfelét…”

Báron György – Rocky V (Filmvilág, 1991/4.)
Maga Sylvester Stallone is úgy nyilatkozott, hogy nem volt a filmmel elégedett, mivel azt akarta, hogy magas érzelmi kifejezéssel rendelkezzen. Végül a Rocky V. gyenge minősége következtében Stallone később úgy döntött, hogy méltó befejezést csinál egyik kedvenc karakterének. 16 évvel az ötödik rész bemutatója után megszületett a sorozat befejező része, a Rocky Balboa, mely a pesszimista várakozások ellenére kedvező fogadtatásban részesült.

### Arany Málna díjak
A 11. Arany Málna-gálán a film hét kategóriában kapott Arany Málna díj-jelölést, de egyiket sem „nyerte meg”.
| Díj             | Kategória                        | Jelölt mű/személy                                    | Eredmény |
| --------------- | -------------------------------- | ---------------------------------------------------- | -------- |
| Arany Málna díj | Legrosszabb film                 | Rocky V.                                             | Jelölve  |
| Arany Málna díj | Legrosszabb férfi főszereplő     | Sylvester Stallone                                   | Jelölve  |
| Arany Málna díj | Legrosszabb női főszereplő       | Talia Shire                                          | Jelölve  |
| Arany Málna díj | Legrosszabb férfi mellékszereplő | Burt Young                                           | Jelölve  |
| Arany Málna díj | Legrosszabb rendező              | John G. Avildsen                                     | Jelölve  |
| Arany Málna díj | Legrosszabb forgatókönyv         | Sylvester Stallone                                   | Jelölve  |
| Arany Málna díj | Legrosszabb „eredeti” dal        | „The Measure of a Man” (zene és szöveg: Alan Menken) | Jelölve  |

## A film zenéje
A zene ismét változott kissé. Olyan előadók készítettek számokat a filmhez, mint Joey B. Ellis, Elton John, MC Hammer, 7A3, MC Tab, Rob Base és Bill Conti. Főként rapzenét hallhatunk, de felcsendül Bill Conti klasszikus zenéje is.

## Fordítás
- Ez a szócikk részben vagy egészben  a   Rocky V című angol Wikipédia-szócikk fordításán alapul.  Az eredeti cikk szerkesztőit annak laptörténete sorolja fel. Ez a jelzés csupán a megfogalmazás eredetét és a szerzői jogokat jelzi, nem szolgál a cikkben szereplő információk forrásmegjelöléseként.